# Надання Томосу про автокефалію Православної церкви України (срібна монета 50 гривень)
«Надання́ То́мосу про автокефа́лію Правосла́вної це́ркви Украї́ни» — срібна пам'ятна монета номіналом 50 гривень, випущена Національним банком України. Присвячена події, яка є ствердженням великої історичної справедливості, гарантією духовної свободи нашого народу. Томос, текст якого ухвалено архієрейським синодом Вселенського патріархату, офіційно затверджує канонічний автокефальний статус Православної церкви України як однієї з 15 помісних православних церков.
Монету було введено в обіг 22 липня 2019 року. Вона належить до серії «Духовні скарби України».

## Опис та характеристики монети
| Номінал грн. | Метал            | Маса, грам | Діаметр, мм. | Якість виготовлення       | Гурт                           | Тираж, штук |
| ------------ | ---------------- | ---------- | ------------ | ------------------------- | ------------------------------ | ----------- |
| 50           | срібло 999 проби | 500,0      | 85,0         | спеціальний анциркулейтед | гладкий із заглибленим написом | 1 000       |

### Аверс
На аверсі монети розміщено: унизу: малий Державний Герб України (ліворуч), півколом написи: «УКРАЇНА», рік карбування монети «2019» та номінал «П'ЯТДЕСЯТ ГРИВЕНЬ»; у центрі — стилізована хрестоподібна композиція, увінчана позолоченим відбитком печатки Вселенського Патріарха Варфоломія, довкола на позолочених медальйонах зображені кафедральні собори помісних православних церков світу, поруч зазначені їхні назви: угорі «КОНСТАНТИНОПОЛЬСЬКА», під нею «АЛЕКСАНДРІЙСЬКА», праворуч «АНТІОХІЙСЬКА», під нею «ЄРУСАЛИМСЬКА» (праворуч), під нею «РОСІЙСЬКА», ліворуч «СЕРБСЬКА», під нею «РУМУНСЬКА», унизу «БОЛГАРСЬКА», ліворуч «ГРУЗИНСЬКА», над нею «КІПРСЬКА», ліворуч «ЕЛЛАДСЬКА», угорі «ПОЛЬСЬКА», над нею «АЛБАНСЬКА», праворуч «ЧЕСЬКИХ ЗЕМЕЛЬ І СЛОВАЧЧИНИ», над нею «УКРАЇНСЬКА».

### Реверс
На реверсі монети на дзеркальному тлі зображено Вселенського Патріарха Варфоломія (ліворуч), який передає сувій (Томос) Митрополиту Київському і всієї України Епіфанію (праворуч) та написи: «15-ТА ЦЕРКВА У БЛАГОСЛОВЕННОМУ ХОРІ АВТОКЕФАЛЬНИХ ЦЕРКОВ» (півколом угорі) та «СВЯТІША ЦЕРКВА УКРАЇНИ»/«06.01.2019» (унизу).

## Автори

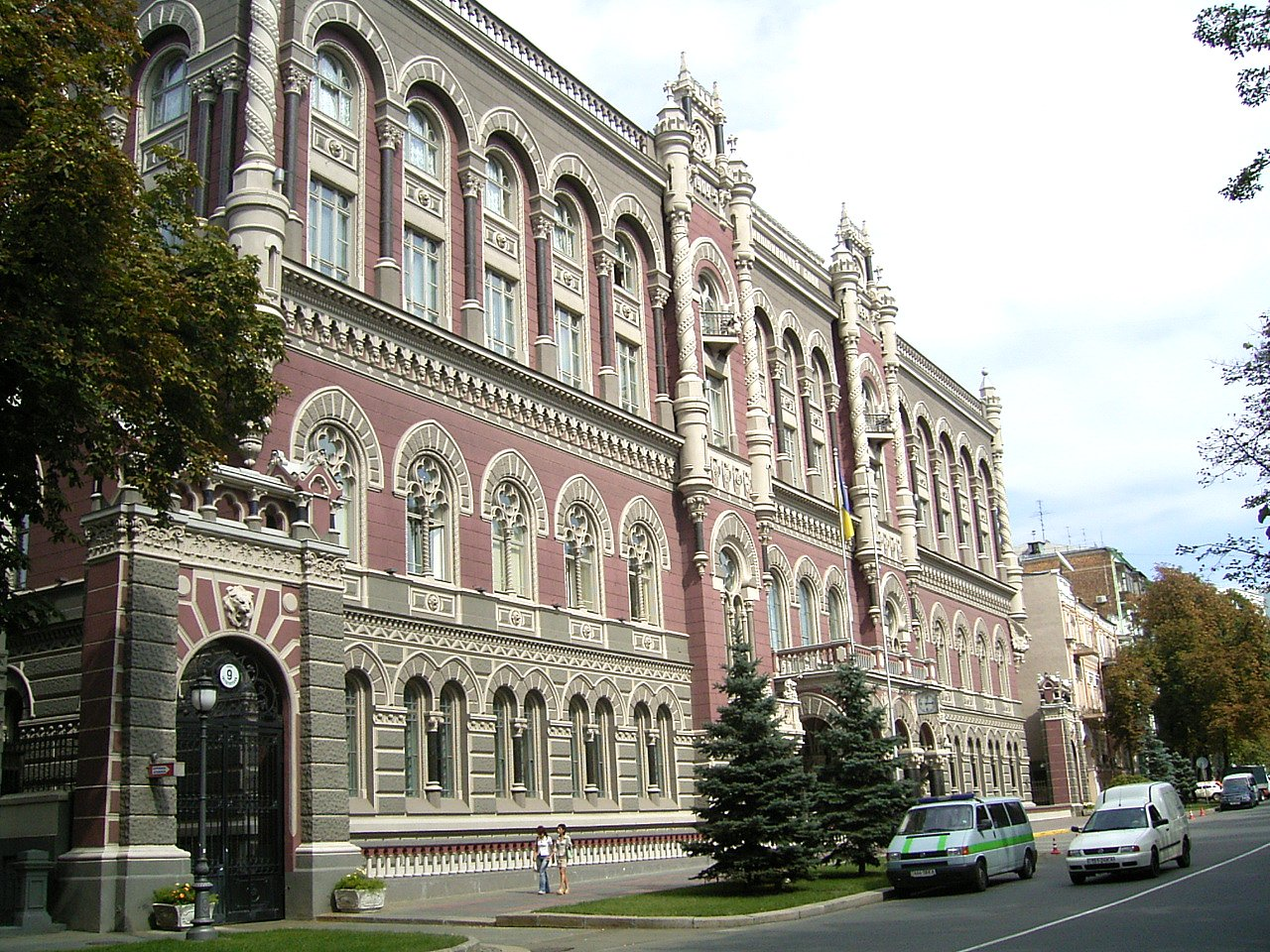
Будівля Національного банку України

- Художники: Таран Володимир, Харук Олександр, Харук Сергій.
- Скульптори: Дем'яненко Володимир, Чайковський Роман.

## Вартість монети
Під час введення монети в обіг 2019 року, Національний банк України реалізовував монету за ціною 13059 гривень.
Фактична приблизна вартість монети, з роками змінювалася так:
| Рік        | 2020   | 2021   | 2022   | 2023   | 2024   | 2025   |
| ---------- | ------ | ------ | ------ | ------ | ------ | ------ |
| Ціна, грн. | 16 400 | 27 000 | 32 000 | 33 000 | 55 500 | 63 500 |